# Pomnik Władysława Jagiełły w Krościenku nad Dunajcem
Pomnik Władysława Jagiełły w Krościenku nad Dunajcem – pomnik poświęcony królowi Władysławowi Jagielle i 500-leciu bitwy pod Grunwaldem. Znajduje się na rozwidleniu ulicy Jagiellońskiej i Mickiewicza, na tzw. Małym Rynku, w Krościenku nad Dunajcem. Został postawiony w 1913 w ramach obchodów jubileuszu 500-lecia bitwy pod Grunwaldem. 

## Opis
Pomnik stanowi murowany z kamieni postument, posadowiony na trzystopniowej podstawie obłożonej płytami granitowymi. Na postumencie znajduje się popiersie króla Władysława Jagiełły, u podstawy którego znajduje się napis majuskułą: WŁADYSŁAW / JAGIEŁŁO. Pierwotnie popiersie wykonane było z piaskowca. Podczas II wojny światowej zostało zdemontowane i ukryte. Umieszczone na cokole ponownie po wojnie. W późniejszych latach kamienną rzeźbę zastąpiono odlewem ze spiżu. 
Na cokole pomnika znajduje się metalowa tablica, przytwierdzona dwoma ozdobnymi śrubami, z napisem majuskułą:
W 500ą ROCZNICĘ / POGROMU KRZYŻAKÓW / POD GRUNWALDEM / • 1410-1910 • 

## Galeria

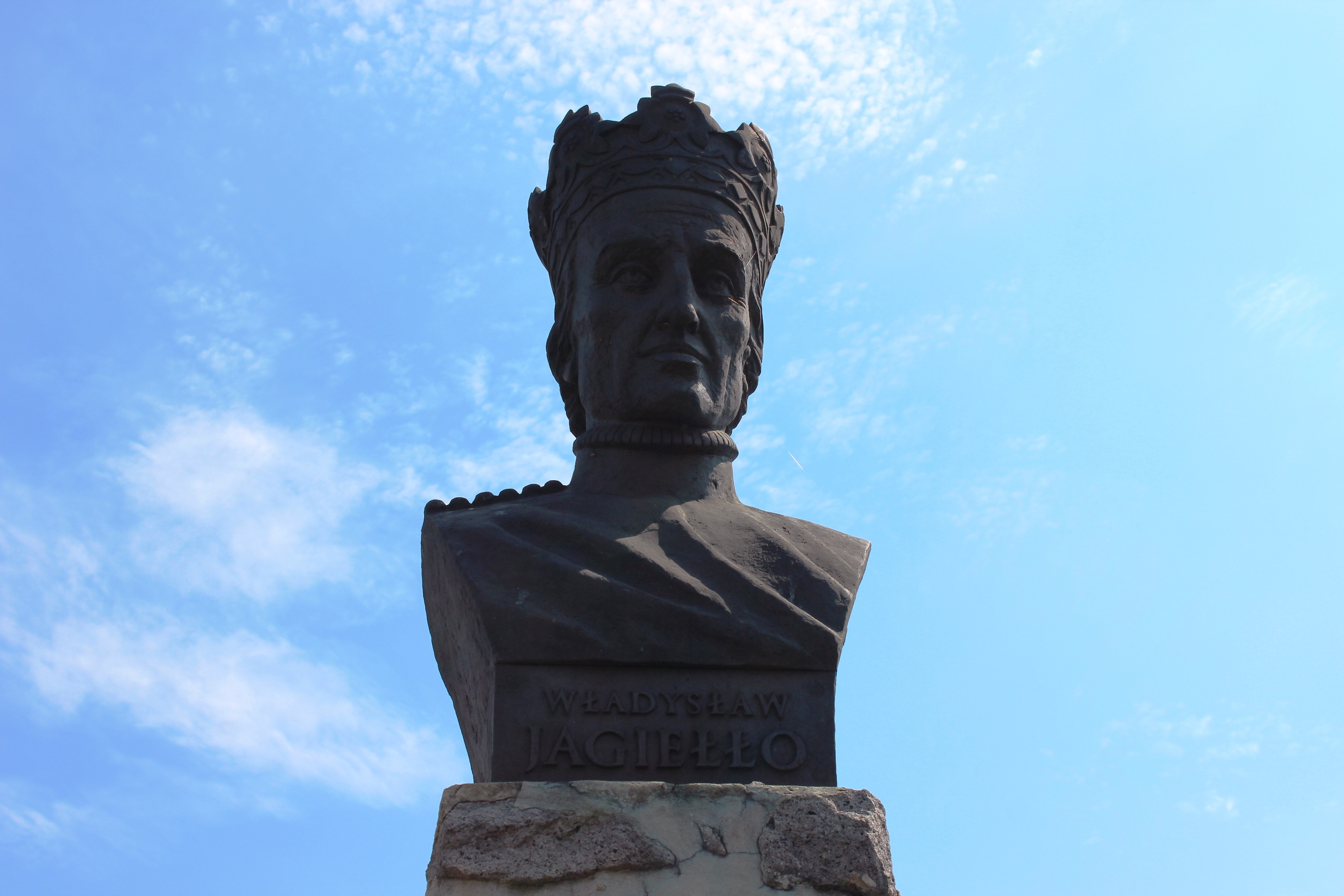
Popiersie króla Władysława Jagiełły
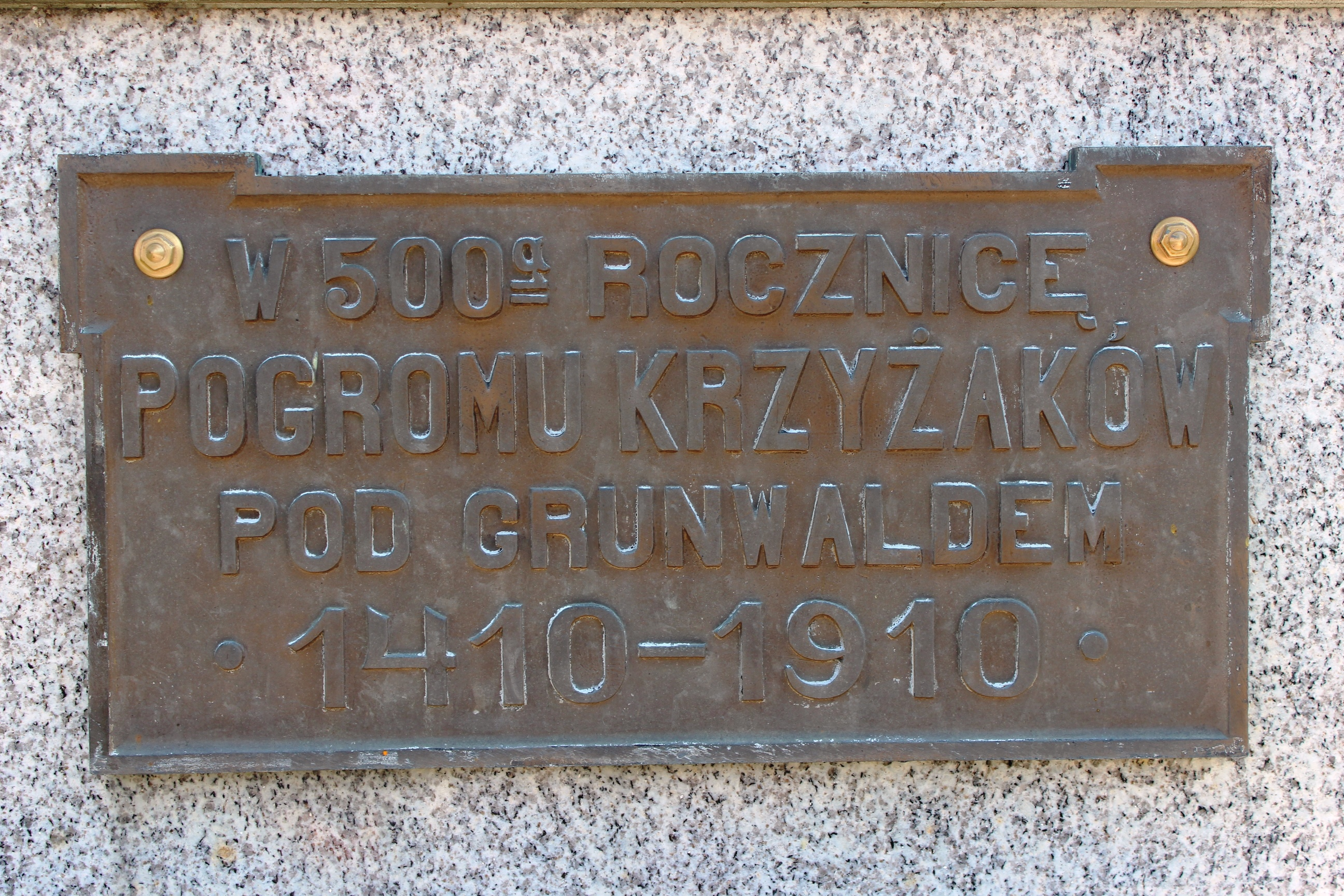
Tablica na cokole